# زاك بوير
زاك بوير هو لاعب هوكي الجليد كندي، ولد في 25 أكتوبر 1971 في إينوفيك في كندا.

## وصلات خارجية
- زاك بوير على موقع دوري الهوكي الوطني (الإنجليزية)
- زاك بوير على موقع قاعة مشاهير الهوكي (لاعب أن.إتش.أل) (الإنجليزية)
- زاك بوير على موقع EliteProspects.com (الإنجليزية)
- زاك بوير على موقع HockeyDB.com (الإنجليزية)
- زاك بوير على موقع Hockey-Reference.com (الإنجليزية)